# Strefa konfrontacji rosyjsko-ukraińskiej w Donbasie

Sytuacja w Donbasie od 1 lipca do 5 września 2014 roku. Kolor różowy – terytorium kontrolowane przez separatystów lub wojska rosyjskie, kolor żółty – terytorium Strefy pod kontrolą sił ukraińskich, kolor biały – terytoria poza Strefą

Strefa konfrontacji rosyjsko-ukraińskiej w Donbasie (ukr. Зона російсько-українського протистояння на Донбасі, dawniej: Strefa operacji antyterrorystycznej na Ukrainie, ukr. Територія проведення антитерористичної операції, w skrócie Strefa ATO, ukr. Зона АТО) – część terytorium Ukrainy o specjalnym reżimie prawnym ustanowionym w wyniku prowadzonych działań wojennych na wschodzie Ukrainy.
Obejmuje ponad połowę obszaru obwodów donieckiego i ługańskiego (Donieckie Zagłębie Węglowe), a także niewielką część obwodu charkowskiego (Izium i okoliczne wsie). Większość obszaru Strefy została wyzwolona przez siły ukraińskie podczas letniej kontrofensywy w 2014 roku. Pomiędzy okupowaną i nieokupowaną częścią Strefy przebiega linia kontaktu ogniowego (dosłownie „linia zetknięcia”, ukr. лінія зіткнення). Okupowana część Strefy ma nazwę ustaloną w porozumieniach mińskich – Wydzielone rejony obwodów donieckiego i ługańskiego (ukr. Окремі райони Донецької та Луганської областей). Wraz z Krymem Strefa należy do terytoriów określanych przez państwo ukraińskie jako tymczasowo okupowane. Terytorium kontrolowane przez siły rosyjskie i separatystów nie pokrywa się całkowicie z tym wyznaczonym w porozumieniach mińskich: np. Debalcewo znajduje się pod kontrolą wojsk rosyjskich, gdyż zostało przez nie zdobyte po podpisaniu porozumień. Powierzchnia Strefy to około 40 tys. km.
20 lutego 2018 r. prezydent Ukrainy Petro Poroszenko zmienił status prawny Strefy z obszaru prowadzenia operacji antyterrorystycznej na „podejmowanie działań w celu zapewnienia bezpieczeństwa i obrony narodowej oraz odpieranie i powstrzymywanie zbrojnej agresji Federacji Rosyjskiej w obwodach donieckim i ługańskim”. Pozwoliło to Siłom Zbrojnym Ukrainy przejąć bezpośrednią kontrolę nad obszarem od Służby Bezpieczeństwa Ukrainy. Jednocześnie zmieniono jej nazwę na Strefę operacji zjednoczonych sił (ukr. Операція об'єднаних сил).
Linia frontu w Donbasie uległa częściowemu rozmyciu po rozpoczęciu pełnoskalowej inwazji Rosji na Ukrainę. 